# El Dorado World Tour
L'El Dorado World Tour è il sesto tour musicale della cantautrice colombiana Shakira, a supporto del suo undicesimo album in studio El Dorado (2017).

## Antefatti e sviluppo
La preparazione dei concerti è iniziata nell'agosto del 2017 a Barcellona. Attraverso la propria rete sociale, la cantante ha fornito diverse anticipazioni, inclusa la scelta di inserire nella scaletta brani come Antología, Inevitable, La bicicleta e Hips Don't Lie.
Sponsorizzato dall'azienda Rakuten, il tour sarebbe dovuto iniziare a Colonia l'8 novembre 2017 ma, a causa di un'emorragia alle corde vocali della cantante, l'intero tour europeo-nordamericano è stato rinviato all'estate 2018, facendo slittare l'inizio del tour il 5 giugno 2018, sempre a Colonia. Sono state poi aggiunte altre date all'itinerario, come quelle di Amburgo e Londra.

## Scaletta
Questa è la scaletta della data di Amburgo, il 3 giugno 2018, non rappresenta quella di tutte le date del tour.
1. Estoy aquí / ¿Dónde estás corazón?
2. She Wolf
3. Si te vas
4. Nada
5. Perro fiel / El perdón
6. Underneath Your Clothes
7. Me enamoré
8. Inevitable
9. Chantaje
10. Whenever, Wherever
11. Tú
12. Amarillo
13. La tortura
14. Antología
15. Can't Remember to Forget You
16. Loca / Rabiosa
17. Dare (La La La) / Waka Waka (This Time for Africa)
18. Toneladas
19. Hips Don't Lie
20. La bicicleta

## Artisti d'apertura
La seguente lista rappresenta il numero correlato agli artisti d'apertura nella tabella delle date del tour.
- Salva = 1
- Cat Dealers = 2
- Marko Silva = 3
- Francisco Valenzuela = 4
- Naíza = 5
- Systema Solar = 6

## Date
| Data              | Città             | Stato                 | Luogo                        | Artisti d’apertura | Biglietti (venduti / disponibili) | Incasso     |
| Europa            | Europa            | Europa                | Europa                       | Europa             | Europa                            | Europa      |
| ----------------- | ----------------- | --------------------- | ---------------------------- | ------------------ | --------------------------------- | ----------- |
| 3 giugno 2018     | Amburgo           | Germania              | Barclaycard Arena            | 1                  | 9.871 / 12.567                    | $771.320    |
| 5 giugno 2018     | Colonia           | Germania              | Lanxess Arena                | 1                  | 12.643 / 15.184                   | $986.682    |
| 7 giugno 2018     | Anversa           | Belgio                | Sportpaleis                  | 1                  | 10.251 / 15.692                   | $748.323    |
| 9 giugno 2018     | Amsterdam         | Paesi Bassi           | Ziggo Dome                   | 1                  | 13.208 / 12.367                   | $990.336    |
| 11 giugno 2018    | Londra            | Regno Unito           | The O2 Arena                 | 1                  | 14.119 / 17.804                   | $1.203.810  |
| 13 giugno 2018    | Parigi            | Francia               | AccorHotels Arena            | 1                  | 29.067 / 31.700                   | $2.235.262  |
| 14 giugno 2018    | Parigi            | Francia               | AccorHotels Arena            | 1                  | 29.067 / 31.700                   | $2.235.262  |
| 17 giugno 2018    | Monaco di Baviera | Germania              | Olympiahalle                 | 1                  | 8.784 / 11.103                    | $652.036    |
| 19 giugno 2018    | Esch-Sur-Alzette  | Lussemburgo           | Rockhal                      | 1                  | N.D.                              | N.D.        |
| 21 giugno 2018    | Assago            | Italia                | Mediolanum Forum             | 1                  | 10.832 / 11.158                   | $751.308    |
| 22 giugno 2018    | Zurigo            | Svizzera              | Hallenstadion                | 1                  | 13.893 / 13.893                   | $1.062.990  |
| 24 giugno 2018    | Bordeaux          | Francia               | Métropole Arena              | 1                  | N.D.                              | N.D.        |
| 25 giugno 2018    | Montpellier       | Francia               | Sud de France Arena          | 1                  | N.D.                              | N.D.        |
| 28 giugno 2018    | Lisbona           | Portogallo            | Altice Arena                 | 1                  | 17.219 / 18.565                   | $1.153.896  |
| 30 giugno 2018    | Bilbao            | Spagna                | Bizkaia Arena                | 1                  | N.D.                              | N.D.        |
| 1º luglio 2018    | La Coruña         | Spagna                | Coliseum da Coruña           | 1                  | N.D.                              | N.D.        |
| 3 luglio 2018     | Madrid            | Spagna                | WiZink Center                | 1                  | 15.810 / 15.961                   | $1.510.116  |
| 6 luglio 2018     | Barcellona        | Spagna                | Palau Sant Jordi             | 1                  | 30.128 / 32.260                   | $2.940.115  |
| 7 luglio 2018     | Barcellona        | Spagna                | Palau Sant Jordi             | 1                  | 30.128 / 32.260                   | $2.940.115  |
| 11 luglio 2018    | Istanbul          | Turchia               | Vodafone Park                | N.D.               | N.D.                              | N.D.        |
| Asia              |                   |                       |                              |                    |                                   |             |
| 13 luglio 2018    | Bsharri           | Libano                | Cedars of God                | N.D.               | N.D.                              | N.D.        |
| Nord America      |                   |                       |                              |                    |                                   |             |
| 3 agosto 2018     | Chicago           | Stati Uniti           | United Center                | 1                  | 12.698 / 13.555                   | $1.495.163  |
| 4 agosto 2018     | Detroit           | Stati Uniti           | Little Caesars Arena         | 1                  | 8.555 / 12.292                    | $660.154    |
| 7 agosto 2018     | Toronto           | Canada                | Air Canada Centre            | 1                  | 13.703 / 13.703                   | $1.224.134  |
| 8 agosto 2018     | Montréal          | Canada                | Centre Bell                  | 1                  | 11.625 / 11.625                   | $1.149.640  |
| 10 agosto 2018    | New York          | Stati Uniti           | Madison Square Garden        | 1                  | 12.921 / 12.921                   | $2.003.172  |
| 11 agosto 2018    | Washington        | Stati Uniti           | Capital One Arena            | 1                  | 12.954 / 13.654                   | $1.430.669  |
| 14 agosto 2018    | Orlando           | Stati Uniti           | Amway Center                 | 1                  | 11.024 / 11.024                   | $1.056.389  |
| 15 agosto 2018    | Sunrise           | Stati Uniti           | BB&T Center                  | 1                  | 10.693 / 10.693                   | $1.058.920  |
| 17 agosto 2018    | Miami             | Stati Uniti           | American Airlines Arena      | 1                  | 23.399 / 23.399                   | $2.824.054  |
| 18 agosto 2018    | Miami             | Stati Uniti           | American Airlines Arena      | 1                  | 23.399 / 23.399                   | $2.824.054  |
| 21 agosto 2018    | Dallas            | Stati Uniti           | American Airlines Center     | 1                  | 12.265 / 13.027                   | $1.331.059  |
| 22 agosto 2018    | Houston           | Stati Uniti           | Toyota Center                | 1                  | 11.085 / 11.467                   | $1.486.730  |
| 24 agosto 2018    | San Antonio       | Stati Uniti           | AT&T Center                  | 1                  | 12.967 / 13.750                   | $1.417.604  |
| 26 agosto 2018    | Phoenix           | Stati Uniti           | Talking Stick Resort Arena   | 1                  | 11.952 / 12.048                   | $1.223.755  |
| 28 agosto 2018    | Inglewood         | Stati Uniti           | The Forum                    | 1                  | 25.134 / 25.134                   | $2.386.573  |
| 31 agosto 2018    | Anaheim           | Stati Uniti           | Honda Center                 | 1                  | 12.169 / 14.457                   | $1.095.346  |
| 1º settembre 2018 | Las Vegas         | Stati Uniti           | MGM Grand Garden Arena       | 1                  | 11.851 / 11.851                   | $1.331.232  |
| 3 settembre 2018  | Inglewood         | Stati Uniti           | The Forum                    | 1                  | [ 7 ]                             | [ 7 ]       |
| 5 settembre 2018  | San Diego         | Stati Uniti           | Valley View Casino Center    | 1                  | 9.539 / 9.539                     | $1.886.387  |
| 6 settembre 2018  | San Jose          | Stati Uniti           | SAP Center                   | 1                  | 11.514 / 11.514                   | $1.357.728  |
| 7 settembre 2018  | San Francisco     | Stati Uniti           | Bill Graham Civic Auditorium | N.D.               | N.D.                              | N.D.        |
| America Latina    |                   |                       |                              | N.D.               |                                   |             |
| 11 ottobre 2018   | Città del Messico | Messico               | Stadio Azteca                | N.D.               | N.D.                              | N.D.        |
| 12 ottobre 2018   | Città del Messico | Messico               | Stadio Azteca                | N.D.               | N.D.                              | N.D.        |
| 14 ottobre 2018   | Guadalajara       | Messico               | Stadio 3 marzo               | N.D.               | N.D.                              | N.D.        |
| 16 ottobre 2018   | Monterrey         | Messico               | Stadio Universitario         | N.D.               | N.D.                              |             |
| 18 ottobre 2018   | Punta Cana        | Repubblica Dominicana | Hard Rock Hotel and Casino   | N.D.               | N.D.                              | N.D.        |
| 21 ottobre 2018   | San Paolo         | Brasile               | Allianz Parque               | 2                  | 44.084 / 44.084                   | $3.087.197  |
| 23 ottobre 2018   | Porto Alegre      | Brasile               | Arena do Grêmio              | 2                  | 28.268 / 28.268                   | $2.092.641  |
| 25 ottobre 2018   | Buenos Aires      | Argentina             | Stadio José Amalfitani       | 3                  | N.D.                              | N.D.        |
| 27 ottobre 2018   | Rosario           | Argentina             | Stadio de la Torre           | 3                  | N.D.                              | N.D.        |
| 30 ottobre 2018   | Santiago del Cile | Cile                  | Stadio nazionale del Cile    | 4                  | 50.282 / 50.282                   | $4.075.795  |
| 1º novembre 2018  | Guayaquil         | Ecuador               | Stadio Modelo                | 5                  | N.D.                              | N.D.        |
| 3 novembre 2018   | Bogotà            | Colombia              | Parco Simón Bolívar          | 6                  | N.D.                              | N.D.        |
| Totale            | Totale            | Totale                | Totale                       | Totale             | 375.378 / 392.706 (95%)           | $37.423.126 |

### Cancellazioni
| Data             | Città  | Stato   | Luogo              | Causa             |
| Europa           | Europa | Europa  | Europa             | Europa            |
| ---------------- | ------ | ------- | ------------------ | ----------------- |
| 28 novembre 2017 | Lione  | Francia | Halle Tony Garnier | Cause sconosciute |